# Sector

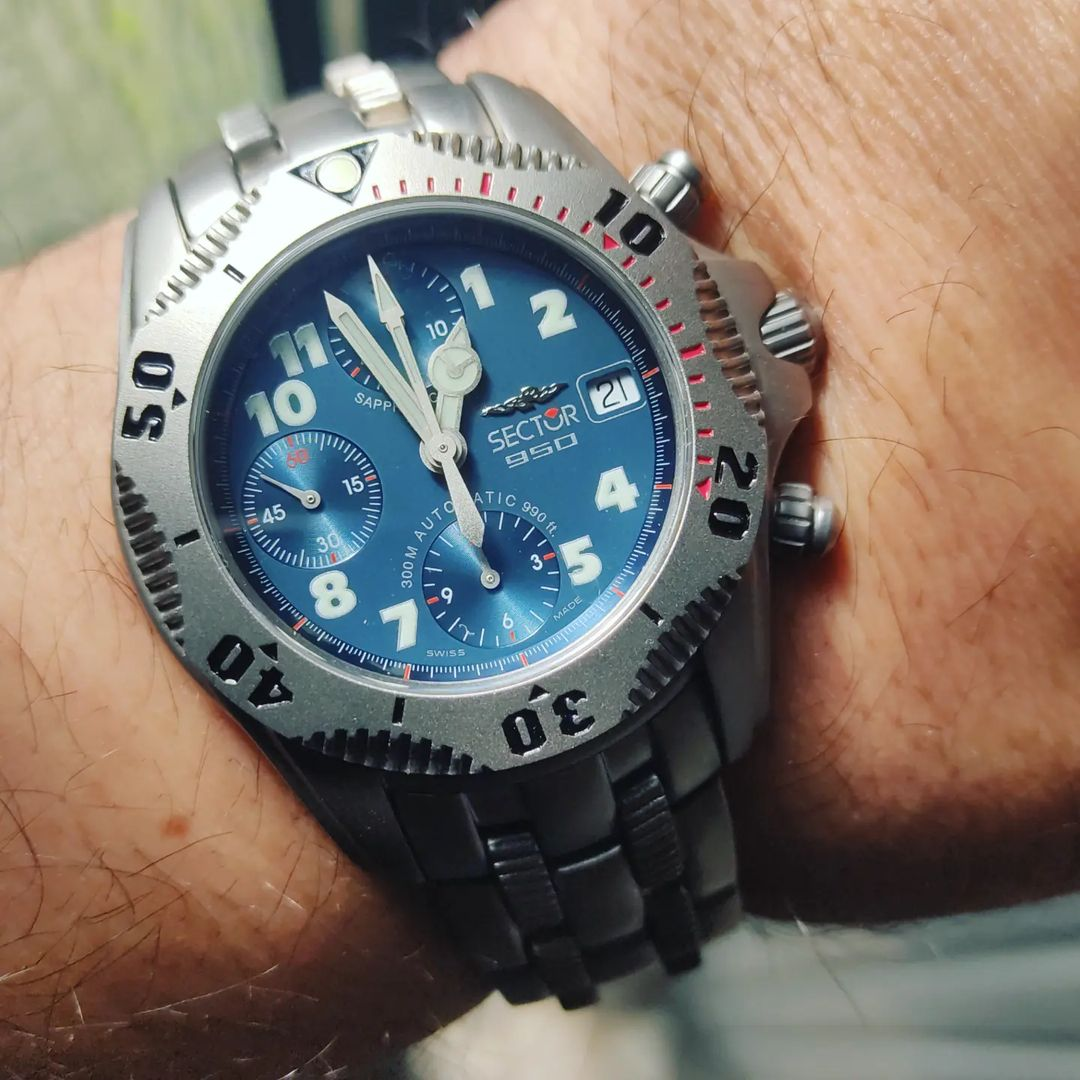
Sector No Limits 950. Cronografo automatico Valjoux 7750. Cassa e bracciale in titanio 300m. Anno di produzione: anni '90.

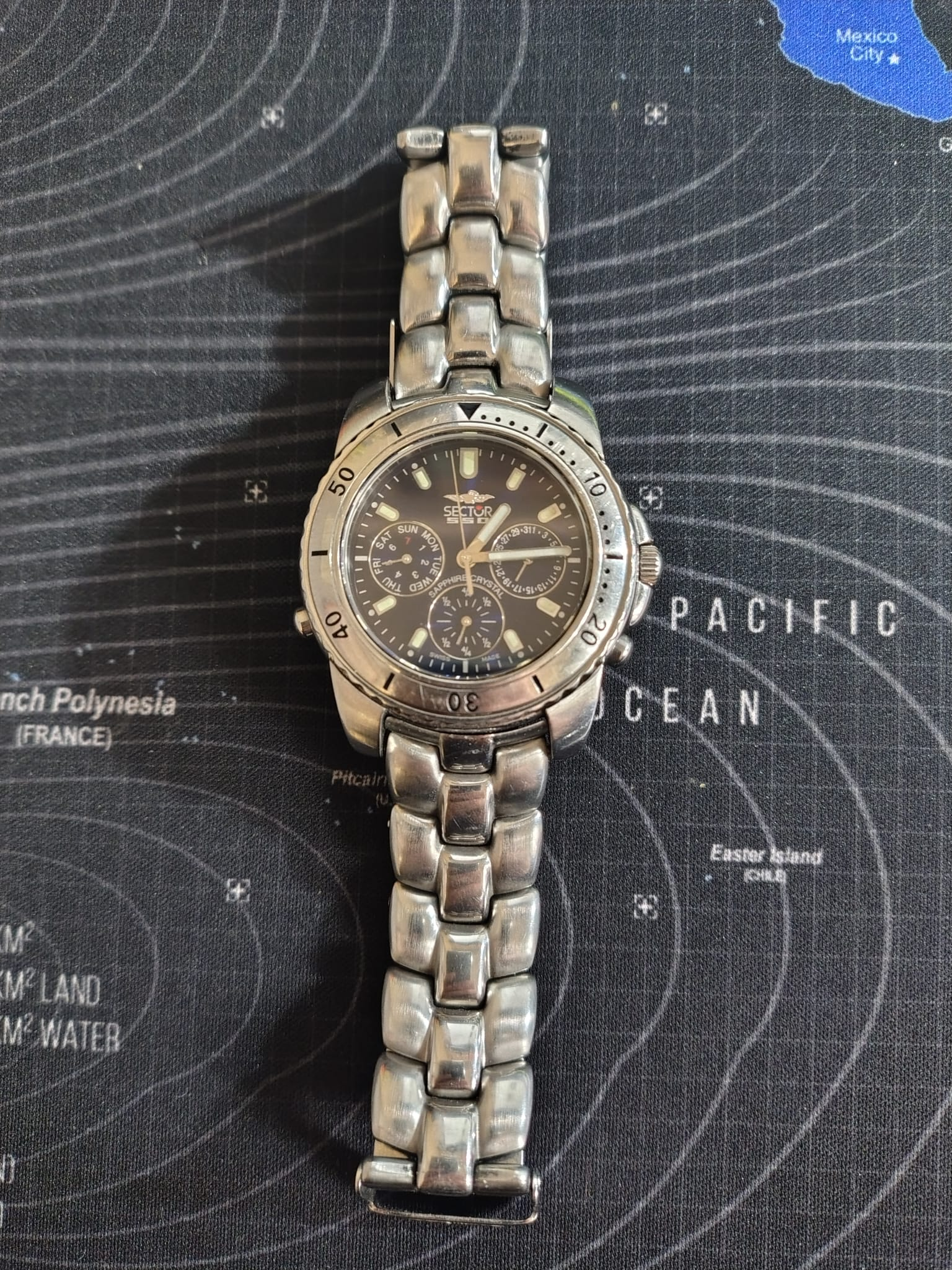
Sector No Limits 550 con giorni della settimana, del mese e fasi lunari, risalente al 1998 circa. Movimento al quarzo Ronda 785 5 jewels.

Sector è un'azienda italiana, del gruppo Morellato, che produce orologi da polso e orologi subacquei.

## Storia
Fu fondata con atto notarile a Napoli nel 1973 da Filippo Giardiello, nipote dell'omonimo nonno cofondatore di Philip Watch. Il nipote si separò da Philip Watch proprio per fondare Sector.

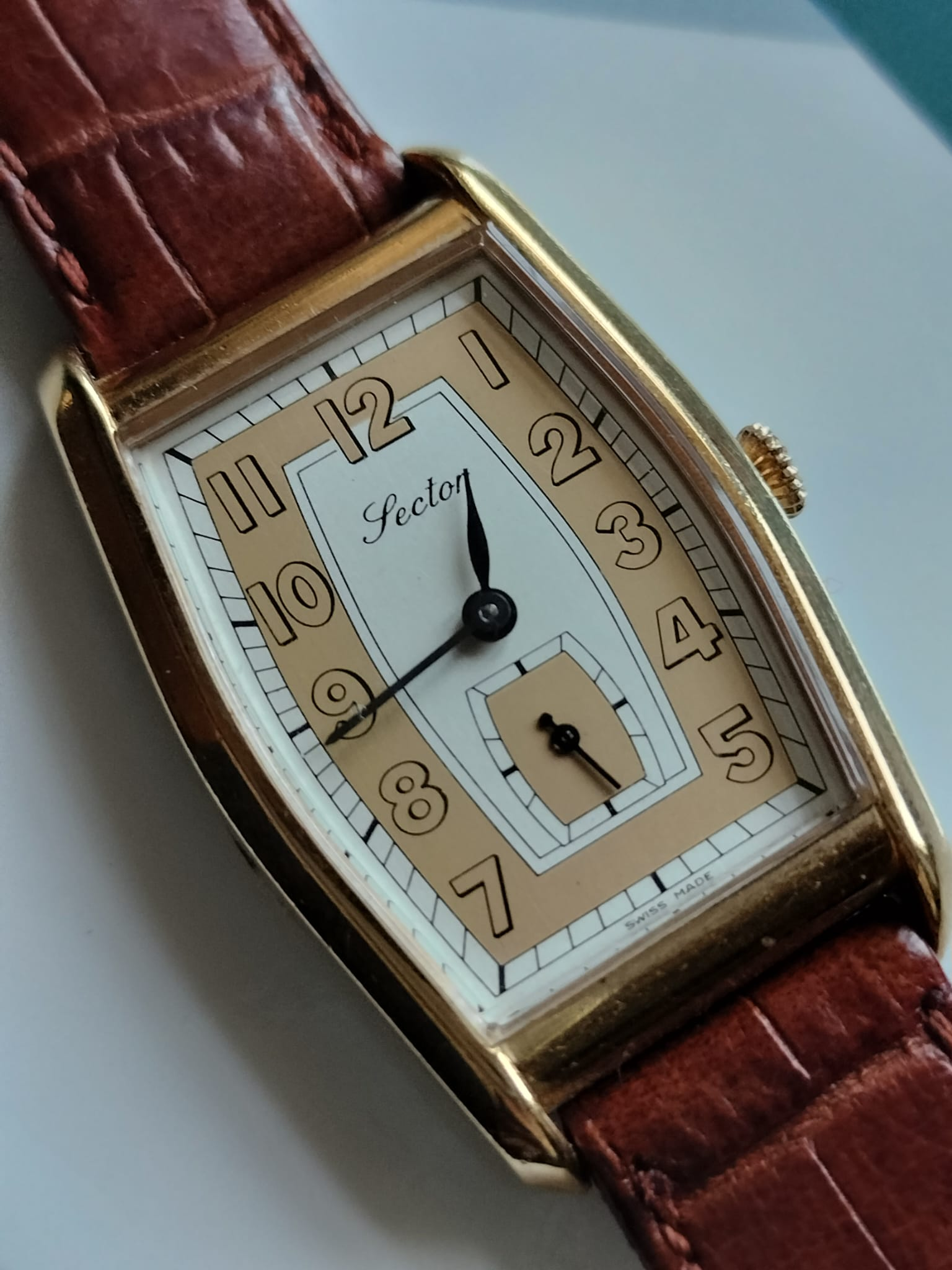
Sector Retour da donna, anni Ottanta circa, placcato oro. Un raro esempio di un orologio Sector dal design elegante e raffinato

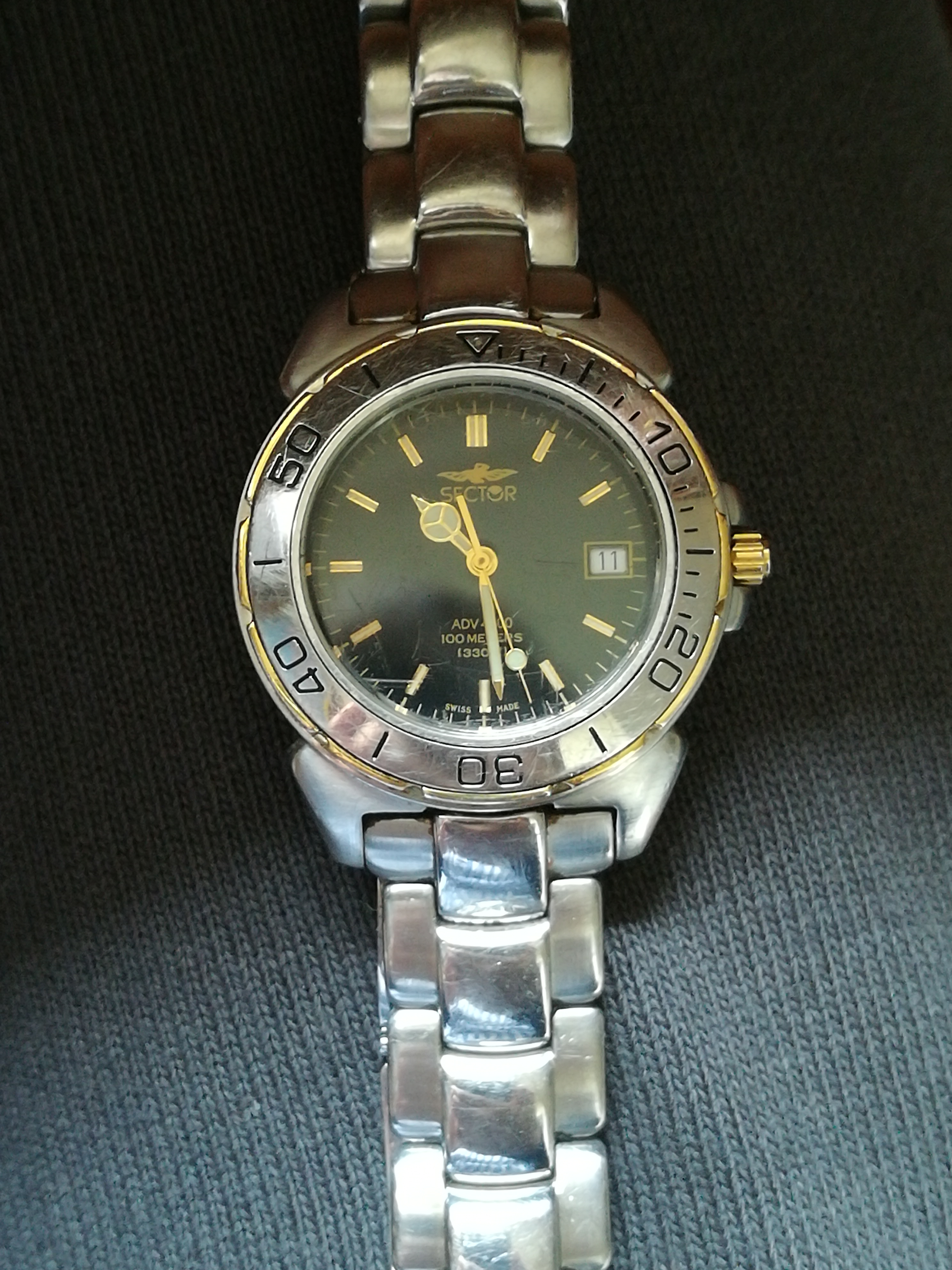
Sector ADV4500, metà anni Novanta

Il marchio "Sector No Limits" fu lanciato nel 1991 quindi fu  eseguita una massiccia campagna pubblicitaria, che coinvolse numerosi atleti di varie discipline sportive.
Nei primi anni Novanta appaiono modelli sportivi dedicati al Sector Diving Team e a Gérard d'Aboville, che a bordo di una canoa sponsorizzata dalla Maison ha attraversato l'Oceano Pacifico in 134 giorni.

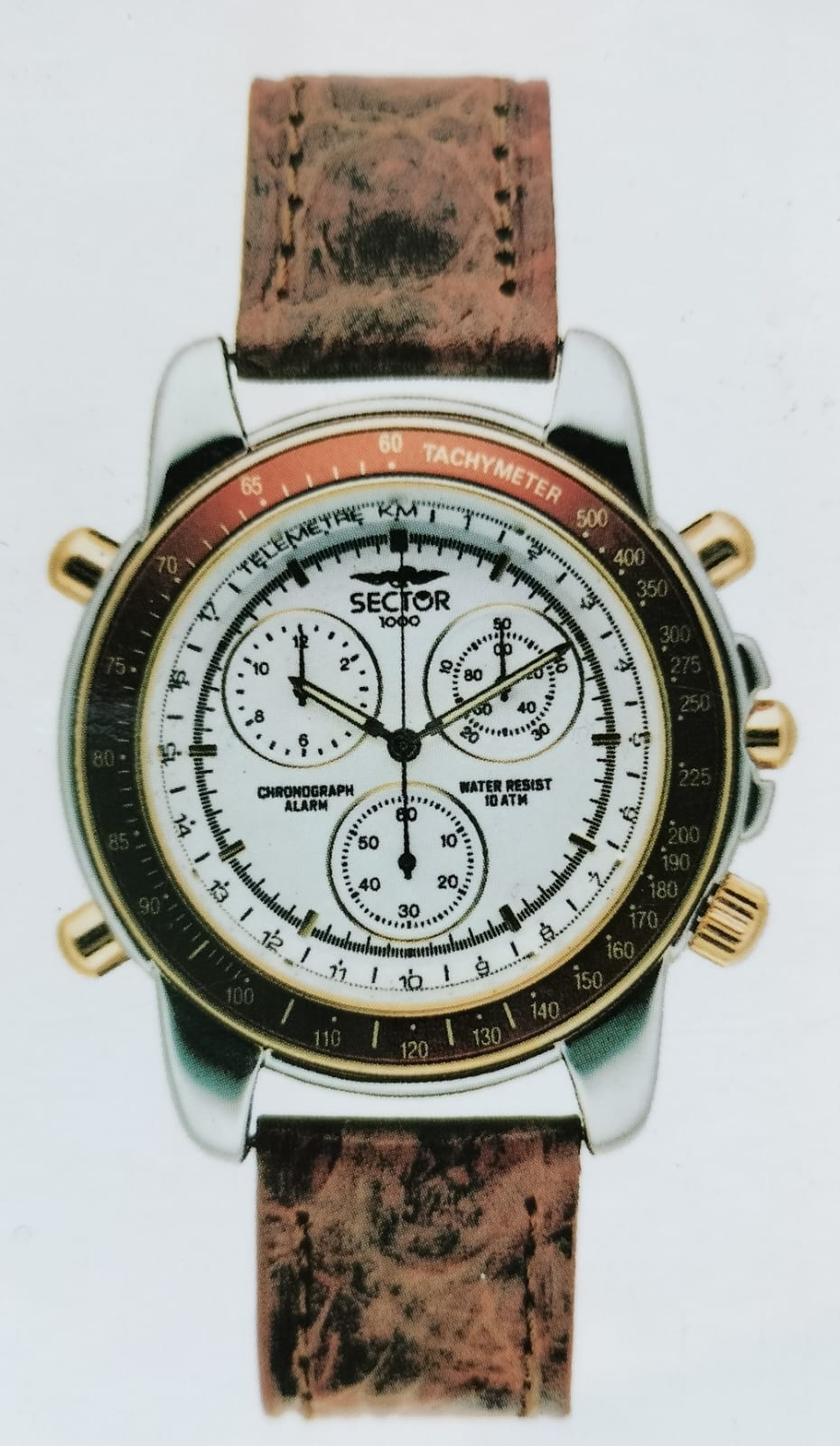
Sector ADV 1000 con cronografo e allarme, primi anni Novanta

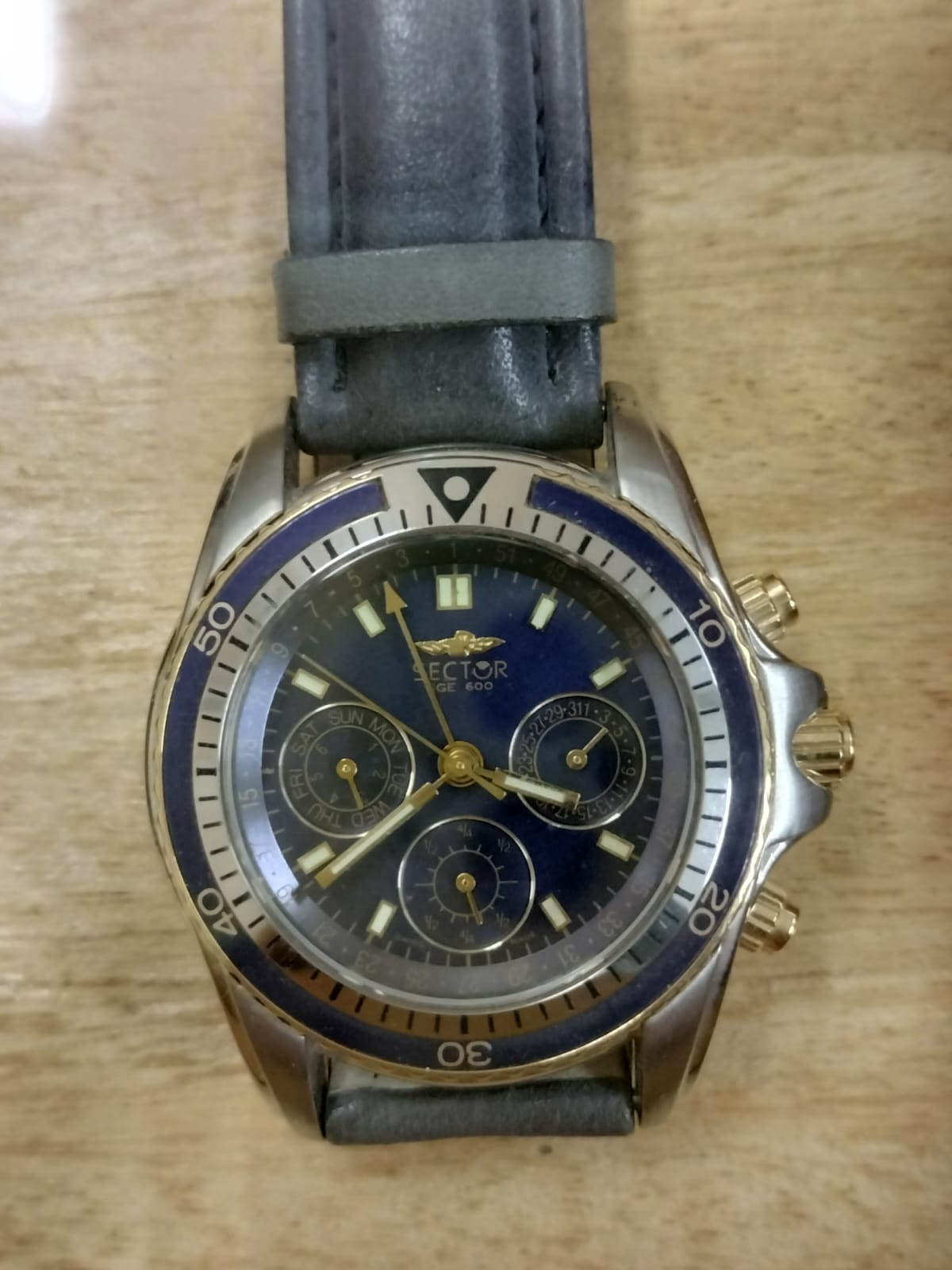
Sector SGE 600, anni Novanta

Negli anni ’90 Sector si afferma come una casa orologiera molto popolare che propone segnatempo sportivi, sia al quarzo (la collezione ADV, che propone diver e skin diver alcuni dei quali cronografi), sia automatici (la collezione Golden Eagle che monta il movimento cronografico automatico Valjoux 7750). Spesso i modelli proposti erano cronografi. Uno dei segnatempo più complicato della collezione ADV è l'ADV 1000, un cronografo al quarzo impermeabile a 100 metri con allarme incorporato. Quest'orologio era in dotazione alla squadra italiana di chilometro lanciato. In questo periodo il consenso che la casa ottiene tra il pubblico è significativo, anche grazie all'immagine di orologio robusto e dalla buona qualità ad un prezzo contenuto, e anche per merito di materiali impiegati non usuali, come il bronzo per la cassa.

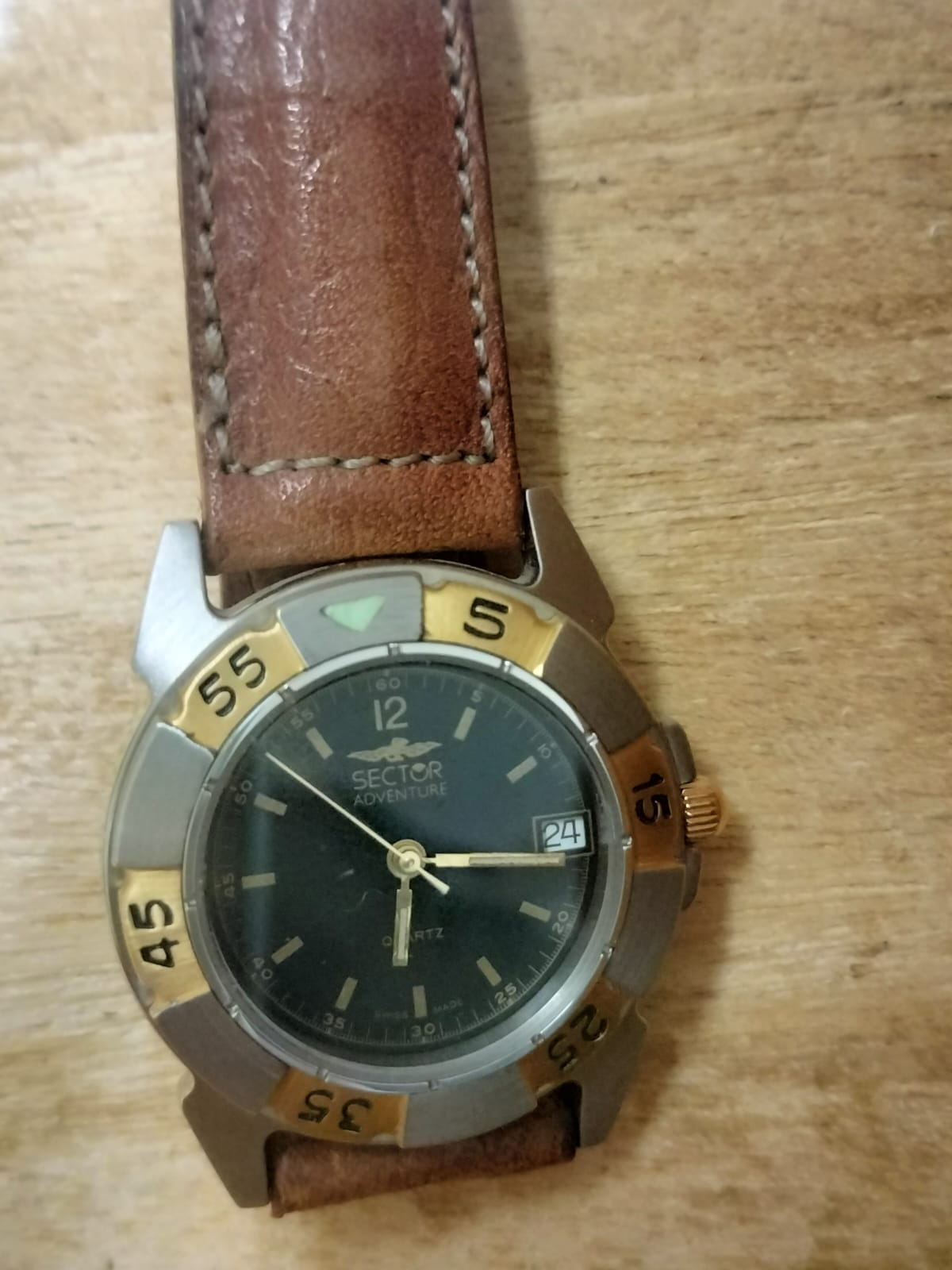
Sector Adventure quartz, risalente a metà anni '90

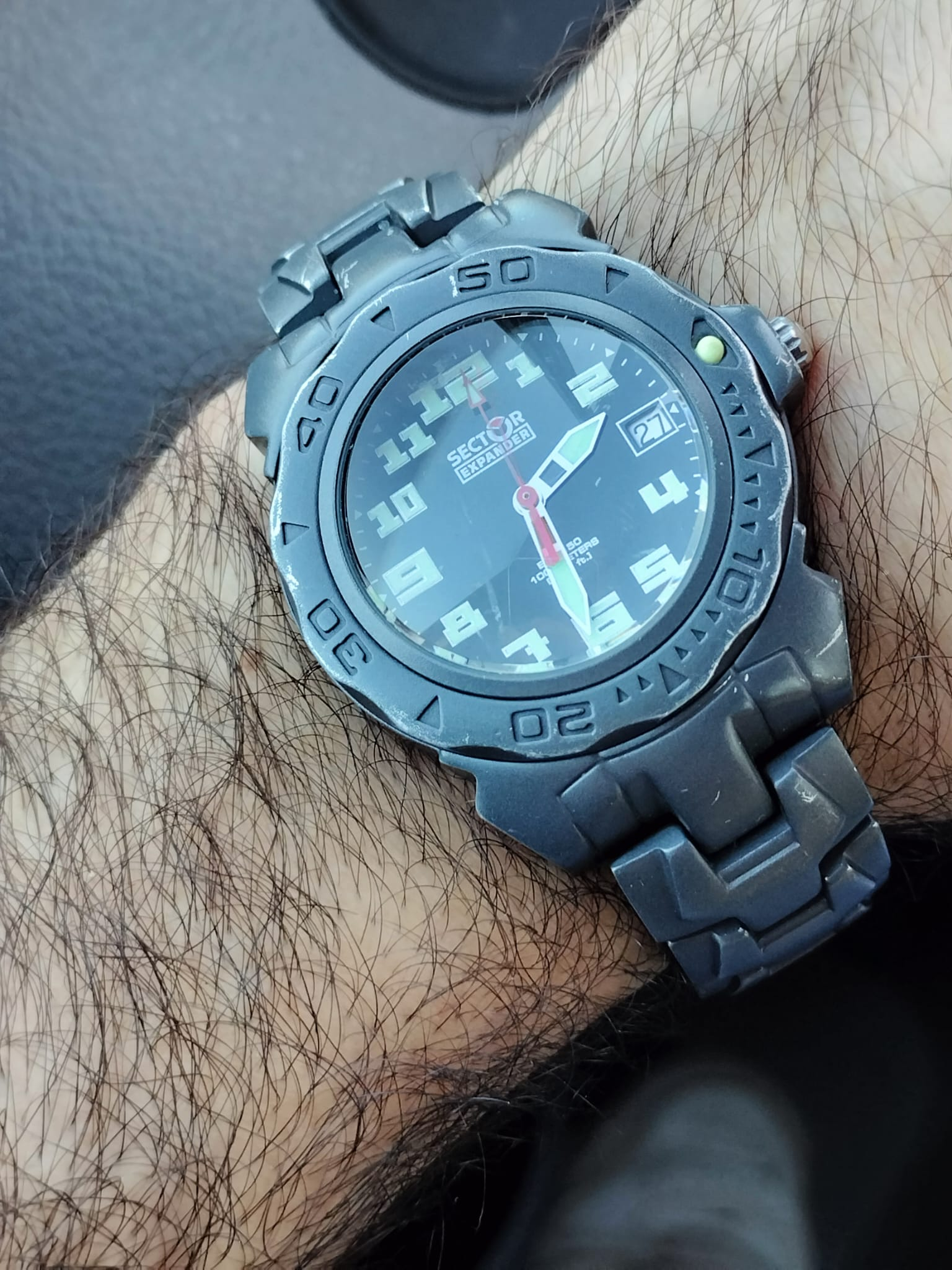
Sector Expander 150, metà anni 2000

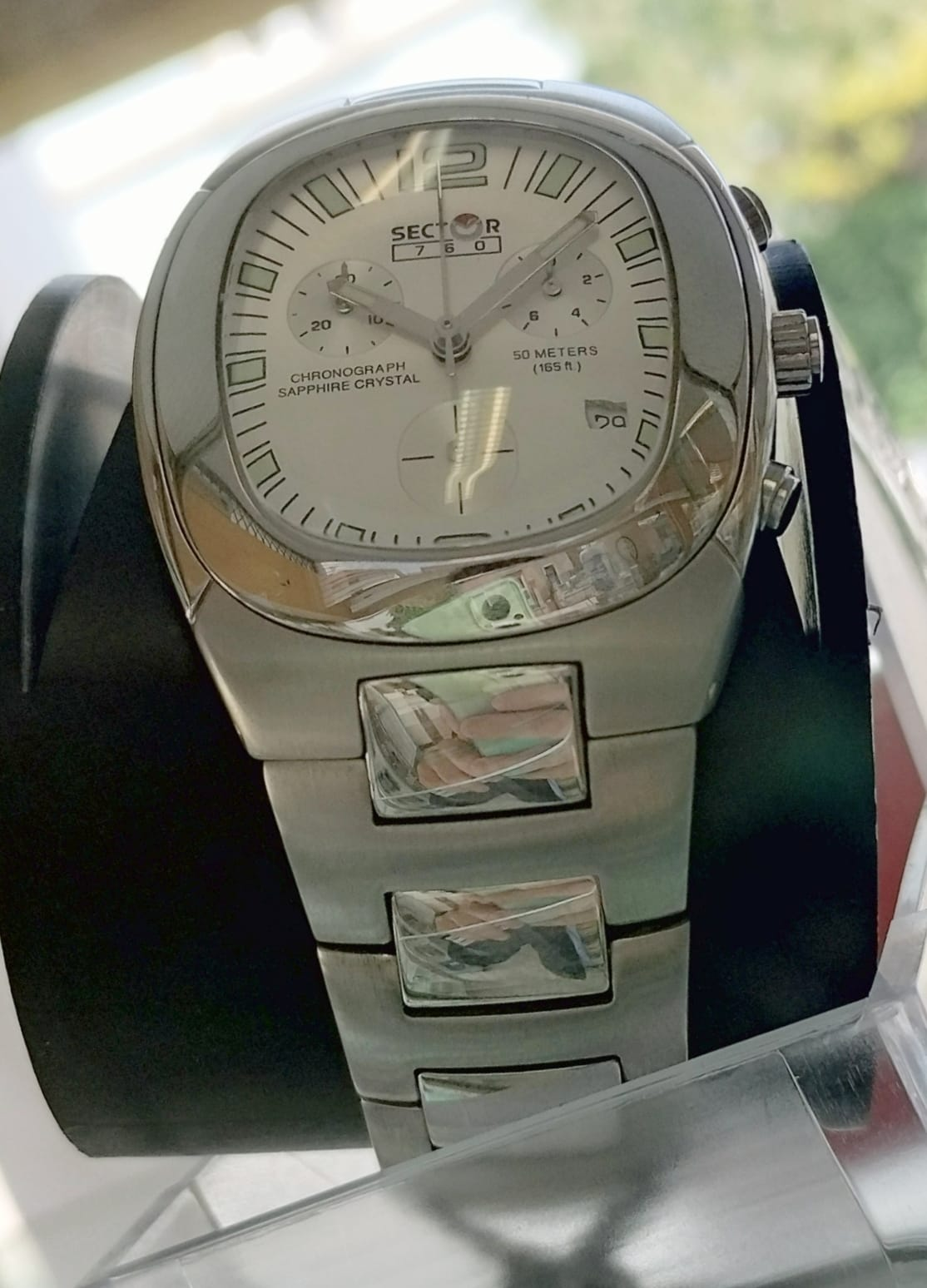
Sector 760 cronografo, metà anni 2000

Nel 2001 la proprietà passa a Bulgari, trasferendo la sede a Lugano, e dal 2006 è di proprietà del Gruppo Morellato(del quale fa parte anche Philip Watch). Viene presentata la collezione Alutek, caratterizzata da casse e bracciali in alluminio, anche colorati, dal design sempre sportivo. Da diversi anni i dirigenti di Morellato utilizzano il marchio "Sector gioielli" per altri prodotti di gioielleria come anelli e bracciali.

## Atleti
Da quando fu fondato, questo marchio è stato sempre orientato agli atleti: Maurizio Zanolla, Pipin Ferreras, Angela Bandini, Chris Sharma, Simone Origone, Alessandro Ballan, Damiano Cunego, Andrij Ševčenko, Jorge Lorenzo, Vittorio Brumotti e Antonio Rossi (canoista) sono stati tra gli atleti ingaggiati dall'azienda per la pubblicità televisiva. Il più famoso atleta, abbinato a questi orologi sportivi, è stato il paracadutista acrobatico francese Patrick de Gayardon, che fece pubblicità per molti anni sino alla sua morte.